# Jan Lauber
Jan Zygmunt Artur Lauber (niem. Hans Lauber) (ur. 25 lipca 1876 w Hottingen, zm. 3 marca 1952 w Salzburgu) – polski okulista.

## Życiorys
Syn Emila Laubera i Olgi z baronów von Fölckersahm. W 1895 ukończył VI gimnazjum w Warszawie, a następnie wyjechał do Magdeburga, gdzie studiował w Akademii Medycznej. Naukę kontynuował na uniwersytecie w Wiedniu, w 1901 uzyskał stopień doktora. Następnie studiował bakteriologię na Uniwersytecie we Fryburgu, a po jej ukończeniu w 1908 powrócił do Wiednia, gdzie rok później uzyskał habilitację z okulistyki i został docentem. Od 1908 kierował kliniką okulistyczną prof. Schnabela, a od 1910 kliniką prof. Dimmera. Podczas I wojny światowej pracował w szpitalach wojskowych, a po jej zakończeniu był ordynatorem i prymariuszem na oddziałach okulistycznych w szpitalach w Wiedniu. W 1931 uzyskał na Uniwersytecie Jagiellońskim tytuł profesora zwyczajnego, a następnie zamieszkał w Warszawie, gdzie był współtwórcą nowoczesnej Kliniki Okulistycznej przy Wydziale Lekarskim Uniwersytetu Warszawskiego. W roku akademickim 1939/1940 miał zostać dziekanem, ale po upadku kampanii wrześniowej okupant zamknął uczelnię. Wyjechał do Krakowa, gdzie pracował w klinice okulistycznej oraz został szefem kadr okulistycznych na całe Generalne Gubernatorstwo. Na początku 1945 udał się do Wiednia, gdzie został profesorem wizytującym na tamtejszym uniwersytecie. W 1946 polski rząd na podstawie fałszywych oskarżeń wystąpił o ekstradycję Jana Laubera, którego posądzano o prowadzenie eksperymentów, złego traktowania pacjentów oraz odmawiania pomocy lekarskiej. Rząd austriacki odmówił realizacji tych żądań, a cztery lata później po przeprowadzeniu badań przez komisję lekarską oddalił je. W 1950 Jan Lauber zwolniony od oskarżeń został konsultantem okulistycznym armii amerykańskiej stacjonującej w pobliżu Linzu. Zmarł dwa lata później w Salzburgu.

## Dorobek naukowy
Prowadził badania nad anatomią i ewolucją oka, a szczególnie wpływowi ciśnienia krwi na ciśnienie wewnątrzgałkowe. Zajmował się leczeniem hipotensyjnego zaniku nerwu wzrokowego, problemami z ograniczonym polem widzenia oraz badaniem oka z użyciem światła jako środka diagnostycznego. Stworzył nowatorską wówczas metodę wypełniania oczodołu tkanką tłuszczową po wyłuszczeniu gałki ocznej.

## Członkostwo
- Od 1935 był członkiem korespondencyjnym Polskiej Akademii Umiejętności, w 1945 został usunięty.
- Od 1937 był członkiem zwyczajnym Towarzystwa Naukowego Warszawskiego, w 1945 został usunięty[1].